# Horváth Jenő (zeneszerző)
Horváth Jenő (Budapest, 1914. május 28. – Budapest, 1973. augusztus 19.) magyar zeneszerző.

## Életpályája
Horváth Károly és Horváth Margit fiaként született. 1940-ben végezte el a Zeneművészeti Főiskolát, ahol Siklós Albert, Kodály Zoltán és Unger Ernő voltak a tanárai. Kamarazenét és szimfonikus műveket is szerzett, de elsősorban operettzenéivel és táncdalaival aratta sikereit. Szerzőtársa, G. Dénes György visszaemlékezése szerint az első húsz magyar hanglemezen kiadott dalból tizenhatnak Horváth Jenő volt a szerzője. Több alkalommal Amerikában is vendégszerepelt.

## Színpadi munkái
A Színházi adattárban, 1959-től regisztrált bemutatóinak száma: 15.
- A szabin nők elrablása. A szövegét Kellér Dezső és Szenes Iván írta. A darabot 1949-ben a Pesti Színházban mutatták be. 1977-ben tévéfilm változat készült belőle.
- Bekopog a szerelem. A szöveget Kertész Imre és G. Dénes György írta.
- Péntek Rézi. Török Rezső regénye alapján. A darabot 1969. május 2-án mutatták be az Operettszínházban. A rendező Lovas Edit és Vámos László volt.

## Filmzenék
- Egy pikoló világos. (Rendező: Máriássy Félix)

## Slágerei
- Csak átutazó vagyok itt a földön. A szöveget Seress Rezső írta.
- A szerelmi ábécében. Kapitány Anni
- Az élet megy tovább (szöveg: Halász Rudolf)
- A foxim. Kazal László, Major Ida
- De kár a sok veszekedés. Előadó: Lantos Olivér
- Még néhány perc (szöveg: Rákosi János). Kapitány Anni
- Dávid és Góliát (szöveg: Szenes Iván)
- Én nem fogok utánad járni (szöveg: Rákosi János). Előadó: Rózsa Annie
- Feketehajú kis gimnazista voltál (szöveg: Rákosi János). Nagykovácsi Ilona
- Mások vittek rossz utakra engem. Dal a Szabin nők elrablása című darabból. A szám első előadója Ráday Imre volt.
- Járom az utam, macskaköves utam. Dal a Bekopog a szerelem című zenés játékból. (Szöveg: G. Dénes György) Az első előadó Erdődy Kálmán volt.
- Egy tisztes őszes halánték (szöveg: Szenes Iván). A dalt Jávor Pálnak írták, amikor 10 éves emigráció után, 1957-ben hazatért Nyugatról és fellépett a Lenin körúti Kamara Varietében.[5]
- Szép esténk lesz (szöveg: G. Dénes György). Első előadója: Kapitány Anni[6]
- Nem mondhatom el (szöveg: Rákosi János), legsikeresebb előadója: Lantos Olivér[7]
- Ma este nem gondoltam Rád (szöveg: Rákosi János). Első előadója Szántó Gyula, majd Rózsa Annie, de ismertebb lett Nagykovácsi Ilona előadásában[8]
- Gyere, ülj kedves mellém (szöveg: Rákosi János). Legsikeresebb előadója Lukácsi Margit, Tolnay Klári
- Most látom csak, mennyire szeretlek (szöveg: Rákosi János). Előadó: Kelly Anna
- Mellékutcán (szöveg: Halász Rudolf)
- Mért sírnál kicsi rózsabimbó (szöveg: Garai Imre)
- Minden éjszakán (szöveg: Rákosi János)
- Öregszel Józsi (szöveg: Rákosi János). Előadó: Kazal László
- Próbáljuk meg újra. Pogány László, Rácz Vali
- Pingvin fox (Miszter Bill...). Kiss Manyi
- Baracknyílás idején (szöveg: Rákosi János). Első előadója Kapitány Anni[9]
- Te vagy a fény az éjszakában (szöveg: Halász Rudolf). Előadói: Karády Katalin, Lantos Olivér
- Álltam a hídon (szövegíró: Szenes Iván). Az első előadó Karády Katalin volt.[10]
- Tizenhat éves volt és szőke (szöveg: Rákosi János). Előadó: Lantos Olivér[11]
- Kócos fejed ha rám hajtod (szöveg: Sallay Mihály)
- Úgy néz fel a bűnös ember (szöveg: Horváth László)
- Levél apukámhoz (szöveg: Szabó Sándor)
- Váljunk el (szöveg: Ságodi József)

A dalok listáján általában az első előadó neve szerepel. A dalok közül sokról új felvétel készült más előadóval, amint a hangtechnika ezt lehetővé tette (pl. mikrobarázdás hanglemez).